# Семенцов, Михаил Фёдорович
Михаил Фёдорович Семенцов (27 августа 1926 — 17 января 1983) — советский хозяйственный, государственный и политический деятель, Герой Социалистического Труда.

## Биография
Родился в 1926 году в поселке Новосоветский Угловского района Рубцовского округа Сибирского края. Член КПСС.
С 1942 года — на хозяйственной, общественной и политической работе. В 1942—1983 годах — станочник автоматного цеха, наладчик Алтайского тракторного завода имени М. И. Калинина Министерства тракторного и сельскохозяйственного машиностроения СССР города Рубцовск Алтайского края.
Досрочно выполнил личные социалистические обязательства и плановые производственные задания Восьмой пятилетки (1965—1970). Указом Президиума Верховного Совета СССР (неопубликованным) от 5 апреля 1971 года «за особые заслуги в выполнении заданий пятилетнего плана по развитию тракторного и сельскохозяйственного машиностроения и достижение высоких производственных показателей» удостоена звания Героя Социалистического Труда с вручением ордена Ленина и золотой медали Серп и Молот.
Избирался депутатом Верховного Совета РСФСР 7-го созыва.
Умер в Рубцовске в 1983 году.